# 10th Anniversary Best Album 〜Best i☆Rist〜
『10th Anniversary Best Album 〜Best i☆Rist〜』（テンス・アニバーサリー・ベスト・アルバム ベスト・アイリスト）は、i☆Risの1枚目のベスト・アルバム。2022年11月7日にDIVE II entertainmentから発売された。

## 概要
デビュー10周年を記念して発売した初のベスト・アルバム。1stシングル「Color」から22ndシングル「Queens Bluff」までのシングル表題曲やミュージック・ビデオが制作されているアルバム楽曲、メンバーがファンに向けて綴った手紙を編纂し、その一部を歌詞に盛り込んだ新曲「Anniversary」などをCD2枚に収録している。
発売形態は、初回生産限定盤（3CD+2BD、EYCA-13872～4/B～C）、BD付き通常盤（2CD+BD、EYCA-13875～6/B）、通常盤（2CD、EYCA-13877～8）の3形態で発売。初回生産限定盤とBD付き通常盤には、これまでに制作したミュージック・ビデオ（新曲「Anniversary」含む）を収録したMV集が付属。また『初回生産限定盤』限定特典として、公式ファンクラブ『虹会』会員の投票によって収録曲が決定したファン投票ベストのCDと「10th Anniversary 座談会 & インタビュー映像」や「Anniversary -Off Shot Movie-」を収録したBDが付属する。

## 収録曲

### CD 1
1. Anniversary 
作詞：井上紗矢香、作曲：CONY・井上紗矢香・Tommy、編曲：Tommy・CONY
新曲
2. Color
作詞・作曲：大久保友裕、編曲：五十嵐宏治
テレビ朝日系『バトルスピリッツ ソードアイズ』エンディングテーマ
3. ウィーアー!
作詞：藤林聖子、作曲：田中公平
カバーミニアルバム『カバ☆リス』収録曲。オリジナル歌手はきただにひろし
4. イチズ
作詞：夏蓮、作曲：大久保友裕、編曲：五十嵐宏治
テレビ東京系『ムシブギョー』第1クールエンディングテーマ
5. §Rainbow
作詞：ACKO、作曲・編曲：永井ルイ
テレビ東京系『プリティーリズム・レインボーライブ』第2クールエンディングテーマ
6. 幻想曲WONDERLAND
作詞：ACKO、作曲・編曲：永井ルイ
TBS系『ランク王国』12・1月度 エンディングテーマ
7. 徒太陽
作詞：ACKO、作曲・編曲：永井ルイ
  - テレビ朝日系アニメ『最強銀河 究極ゼロ 〜バトルスピリッツ〜』第2クールエンディングテーマ
8. Make it!
作詞：森月キャス、作曲・編曲：渡辺徹
テレビ東京系アニメ『プリパラ』第1クールオープニングテーマ
9. ミラクル☆パラダイス
作詞：桑谷実沙・森月キャス、作曲：桑谷実沙、編曲：渡辺徹
  - テレビ東京系アニメ『プリパラ』オープニングテーマ
10. Realize!
作詞・作曲・編曲：板倉孝徳
  - テレビ東京系アニメ『プリパラ』第3クールオープニングテーマ
11. ドリームパレード
作詞：渡辺徹・森月キャス、作曲・編曲：渡辺徹
  - テレビ東京系アニメ『プリパラ』第2シーズンオープニングテーマ
12. ブライトファンタジー
作詞：オノダヒロユキ、作曲・編曲：板倉孝徳
  - テレビ東京系 アニメ『プリパラ』第2シーズン第3クールオープニングテーマ
13. Goin'on
作詞・作曲・編曲：KOH
テレビ東京系アニメ『プリパラ』第2シーズン4クール目オープニングテーマ

### CD 2
1. Ready Smile!!
作詞：平朋崇、作曲：光増ハジメ、編曲：EFFY
テレビ東京系アニメ『プリパラ』第3シーズン1クール目オープニングテーマ
2. Re:Call
作詞・作曲・編曲：馬渕直純
テレビ東京系アニメ『双星の陰陽師』オープニングテーマ
3. Shining Star
作詞：丸山真由子・森月キャス、作曲：丸山真由子、編曲：清水武仁
テレビ東京系アニメ『プリパラ』第3シーズン4クール目オープニングテーマ
4. Memorial
作詞：森月キャス、作曲・編曲：渡辺徹
テレビ東京系アニメ『アイドルタイムプリパラ』第4クールオープニングテーマ
5. Changing point
作詞：前澤希、作曲・編曲：南田健吾
MBS / TBS系アニメイズムB2『魔法少女サイト』オープニングテーマ
iOS & Android向けレースゲーム『爆走ドリフターズ』挿入歌
6. Endless Notes
作詞・作曲：馬渕直純、編曲：大久保薫
テレビアニメ『グリムノーツ The Animation』エンディングテーマ
7. アルティメット☆MAGIC
作詞：廣瀬祐輝・金子麻友美、作曲：廣瀬祐輝、編曲：久下真音
テレビアニメ『賢者の孫』オープニングテーマ
8. FANTASTIC ILLUSION
作詞・作曲：Motokiyo
テレビアニメ『手品先輩』オープニングテーマ
9. ハピラキ☆Dream Carnival
作詞・作曲・編曲：Motokiyo
4thアルバム『Shall we☆Carnival』収録曲
10. Summer Dude
作詞・作曲・編曲：ARAKI
11. Cheer up
作詞・作曲・編曲：山下和彰
20thシングル「Summer Dude」カップリング曲
12. 12月のSnowry
作詞・作曲・編曲：ARAKI
13. ハートビート急上昇
作詞：アッシュ井上・Cocoro.、作曲：アッシュ井上、編曲：大久保薫
14. Queens Bluff
作詞・作曲・編曲：ARAKI
Netflixシリーズ 『賭ケグルイ双』エンディングテーマ

### CD 3（初回生産限定盤のみ）
1. ありえんほどフィーバー
作詞・作曲・編曲：ピノキオピー
18thシングル「アルティメット☆MAGIC」カップリング曲。
全国ツアー『i☆Ris 5th Live Tour 2019 ～FEVER～』テーマ曲
2. Happy New World☆
作詞：森月キャス、作曲・編曲：渡辺徹
5thシングル「徒太陽」カップリング曲
トレーディングカードゲーム『バトルスピリッツ ディーバブースター 〜女神たちの調べ〜』テーマソング
3. YuRuYuRuハッピーデイズ
作詞：Mio Aoyama、作曲：丸山真由子、編曲：日比野裕史
2ndアルバム『Th!s !s i☆Ris!!』収録曲
4. Spending
作詞・作曲：神谷礼、編曲：大久保薫
4thアルバム『Shall we☆Carnival』収録曲
5. Thank you forever!

19thシングル「FANTASTIC ILLUSION」カップリング曲
6. One Kiss
作詞・作曲・編曲：馬渕直純
4thアルバム『Shall we☆Carnival』収録曲
7. キラキラGood day
作詞：野島大資、作曲：山崎佳祐
15thシングル「Memorial」カップリング曲
8. 5STAR☆ (仮)
作詞：山北早紀、作曲：フワリ、編曲：corin.
20thシングル「Summer Dude」カップリング曲
9. イノセントイノベーション
作詞・作曲・編曲：Motokiyo
17thシングル「Endless Notes」カップリング曲
10. 鏡のLabyrinth
作詞：Leonn、作曲：丸山真由子、編曲：清水武仁
13thシングル「Re:Call」カップリング曲